# Styela clava
Styela clava (лат.) — вид одиночных сублиторальных асцидий из семейства Styelidae. Имеет булавовидную форму с удлиненным овальным телом и длинной ножкой для прикрепления к субстрату. Хотя родом из северо-западных вод Тихого океана, с 1900-х годов он становится все более успешным инвазивным видом за пределами своего естественного ареала.

## Внешний вид и строение
S. clava одиночная асцидия. Включая как булавовидное тело, так и стебель, самый крупный экземпляр S. clava может достигать максимальной длины около 130 мм, а самый мелкий экземпляр — только 30 мм в длину. У более мелких экземпляров, как правило, нет отчетливого стебля. Имеет жесткую, морщинистую оболочкуу с неровными бороздками и бывает два варианта окраски в зависимости от размера. Более крупные особи имеют светло-коричневое тело и более темно-коричневую ножку, а более мелкие экземпляры — желто-коричневые.

## Среда обитания
S. clava — морское беспозвоночное животное. Взрослые особи полностью сидячие, растут прикрепленными к твердым сублиторальным субстратам на глубине до 25 метров. Их можно найти практически на любой твердой поверхности, например, на камнях, буях, сваях и раковинах мидий. S. clava преобладает в прибрежной зоне, предпочитая защищенные места, свободные от сильных волн и плавучих объектов, что делает искусственные поверхности в гаванях и пристанях для яхт исключительно подходящей для нее средой обитания.
Это выносливый вид, который может жить в широком диапазоне температур от −2 ° C до 27 ° C и переносить воду с высокой соленостью (соленость 26-28 %), которая была бы смертельна для других видов оболочников.

## Размножение
Как и большинство оболочников, S. clava является гермафродитом и производит недолговечные пелагические лецитотрофные личинки. У них внешнее оплодотворение, репродуктивный период сильно зависит от температуры поверхности моря, достигающей критического температурного порога, между 16 ° C и 20 ° C. Репродуктивный период может варьировать от 4 до 10 месяцев в зависимости от местоположения. Вдоль калифорнийского побережья США период размножения длится 4 месяца с июня по сентябрь, тогда как в Дании и Англии период размножения также составляет 4 месяца, но происходит с июля по октябрь.

## Естественный ареал
Исторически S. clava обитает в северо-западных водах Тихого океана, особенно в морях у побережья Японии и Кореи, на Дальнем Востоке России и на юге, вплоть до побережья Шанхая в Китае.

## Как инвазивный вид
За пределами своего естественного ареала S. clava оказывается все более успешным инвазивным видом благодаря физиологической адаптации и устойчивости к окружающей среде. Толстая оболочка S. clava по сравнению с местными оболочниками обеспечивает лучшую защиту от возможных хищников и помогает предотвратить высыхание. Она может выдерживать температуру воды от нуля до 23 °C и воду с высокой соленостью, что обеспечивает ему высокую устойчивость к изменениям окружающей среды.. Отсутствие на новом месте естественных врагов уже дает S. clava преимущество перед местными оболочниками, но их большой размер также позволяет им конкурировать с другими видами-фильтраторами, такими как устрицы или мидии, в поисках пищи и субстрата.